# Voorverkiezingen van West Virginia 2008
De voorverkiezingen van West Virginia in 2008 waren voorverkiezingen voor de Amerikaanse presidentsverkiezingen 2008. De Republikeinen hielden zowel een caucus als een primary in West Virginia, op 5 februari, de dag van Super Tuesday. De Democraten gingen op 13 mei naar de stembus in deze staat. Hillary Clinton en Mike Huckabee wonnen.

## Democraten
| Legenda: | Teruggetrokken voor de primary |

| West Virginia Democratische primary 2008 | West Virginia Democratische primary 2008 | West Virginia Democratische primary 2008 | West Virginia Democratische primary 2008 |
| Kandidaat                                | Stemmen                                  | Percentage                               | Nationale gedelegeerden                  |
| ---------------------------------------- | ---------------------------------------- | ---------------------------------------- | ---------------------------------------- |
| Hillary Clinton                          | 239.187                                  | 66,99%                                   | 20                                       |
| Barack Obama                             | 91.663                                   | 25,67%                                   | 8                                        |
| John Edwards                             | 26.181                                   | 7,33%                                    | 0                                        |
| Totaal                                   | 357.031                                  | 100,00%                                  | 28                                       |

## Republikeinen
| West Virginia Republikeinse causus 2008 | West Virginia Republikeinse causus 2008 | West Virginia Republikeinse causus 2008 | West Virginia Republikeinse causus 2008 |
| Kandidaat                               | Stemmen                                 | Percentage                              | Gedelegeerden                           |
| --------------------------------------- | --------------------------------------- | --------------------------------------- | --------------------------------------- |
| Mike Huckabee                           | 567                                     | 51,55%                                  | 18(15)                                  |
| Mitt Romney                             | 521                                     | 47,36%                                  | 0                                       |
| John McCain                             | 12                                      | 1,09%                                   | 0                                       |
| Ron Paul                                | 0                                       | 0%                                      | 0(3)                                    |
| Rudy Giuliani                           | 0                                       | 0%                                      | 0                                       |
| Totaal                                  | 1.100                                   | 100%                                    | 18                                      |

- Door een deal tussen de gedelegeerden van Huckabee en Paul, gaan 3 gedelegeerden naar Paul en de overige 15 naar Huckabee, alhoewel de regel is dat de winner alle gedelegeerden wint.[4]